# Bart Meuleman
Bart Meuleman (10 mei 1965) is een Belgisch toneelschrijver, (schrijver, regisseur), dichter en essayist.
Drie dichtbundels verschenen al van zijn hand. In 2002 was hij writer in residence voor het literaire tijdschrift Yang en hij werkte samen met Paul Verrept aan enkele kinderboeken over 'Mijnheertje Kokhals'. Voor zijn dichtbundel Hulp ontving hij in 2004 het Charlotte Köhler Stipendium en werd hij genomineerd voor de VSB Poëzieprijs. Een volgende bundel, Omdat ik ziek werd (2008), kreeg nominaties voor onder andere de VSB Poëzieprijs en de Herman de Coninckprijs. In 2009 verscheen een bundel essays over popmuziek, De donkere kant van de zon, en in 2014 de autobiografische, essayistische roman De jongste zoon.
Met het gezelschap De zweep maakte hij De smerige trilogie (1999-2002). Hij regisseerde voor onder andere Theater Antigone, het Toneelhuis, NTGent en Dito'Dito. In 2006 schreef en regisseerde hij de theatermonoloog Martens. In latere jaren maakte hij voorstellingen op basis van het werk van Franz Kafka (In de strafkolonie/Het hol, 2010), Maurice Gilliams (Gregoria, 2011; De man in de mist, 2012), Marguerite Duras (Half elf zomeravond, 2012) en Hugo Claus (De verwondering, 2014). In 2015 regisseerde hij opnieuw een eigen tekst, Sirene.
Hij won ook de cultuurprijs KU Leuven in 2007-2008 voor de discipline literatuur.
Als regisseur regisseerde hij samen met Herwig Ilegems Duts, een korte tv-reeks die werd uitgezonden op Canvas.
Hij is de huisdramaturg van Voetvolk, het dansgezelschap van Lisbeth Gruwez en Maarten Van Cauwenberghe.

## Werken
- Bibsys: 1479731350615
- Bibliothèque nationale de France: cb14549253q (data)
- Digitale Bibliotheek voor de Nederlandse Letteren: meul036
- Gemeinsame Normdatei: 1019235365
- International Standard Name Identifier: 0000 0000 7142 2543
- Library of Congress Control Number: n2009069139
- MusicBrainz: 10c5f45c-f2b5-44fb-bb21-763a25185647
- Nederlandse Thesaurus van Auteursnamen: 138852251
- Système universitaire de documentation: 195387821
- Virtual International Authority File: 17463295
- WorldCat: E39PBJbWt8cc3Qk4J8thKgJMT3